# Mino (genre)
Pour les articles homonymes, voir Mino.
Genre
Mino est un genre d'oiseaux de la famille des Sturnidae.

## Liste des espèces
Selon la classification de référence du Congrès ornithologique international (14.2, 2024) il comporte trois espèces :
- Mino dumontii (Lesson, 1827) — Mino de Dumont
- Mino kreffti (Sclater, 1869) — Mino de Krefft
- Mino anais (Lesson, 1839) — Mino anaïs